# Grand Plaza I
Le Grand Plaza I est un gratte-ciel résidentiel de Chicago, dans l'État de l'Illinois aux États-Unis. Situé au 540 North State Street, dans le secteur de Near North Side, il mesure 170 mètres pour 57 étages.
Les deux bâtiments ont été conçus par les firmes d'architectes Loewenberg + Associates et OWP & P Architects. Les deux immeubles partagent également une base commune dont un supermarché Jewel-Osco.

## Description
Ce bâtiment de 57 étages a été achevé en 2003 et culmine à une hauteur de 170 mètres (195 mètres avec ses flèches décoratives). Grand Plaza I est l'un des plus grands bâtiments résidentiels de Chicago et compte 481 appartements d'appartements de luxe. Jusqu'au 1er juillet 2008, il s'agissait du plus grand bâtiment du code postal 60610 de Chicago, le code postal avec les plus hauts gratte-ciel de la ville. Depuis le 1er juillet 2008, le bâtiment fait partie d'un nouveau code postal : 60654. Ce code postal englobe une petite zone, de sorte que le bâtiment est toujours le plus grand dans son code postal.
La deuxième phase du complexe Grand Plaza était The Residences at Grand Plaza, achevé dans la même année. Avec 39 étages, c'est la plus petite des deux tours jumelles et est maintenant un immeuble en copropriété.